# AirPods Pro

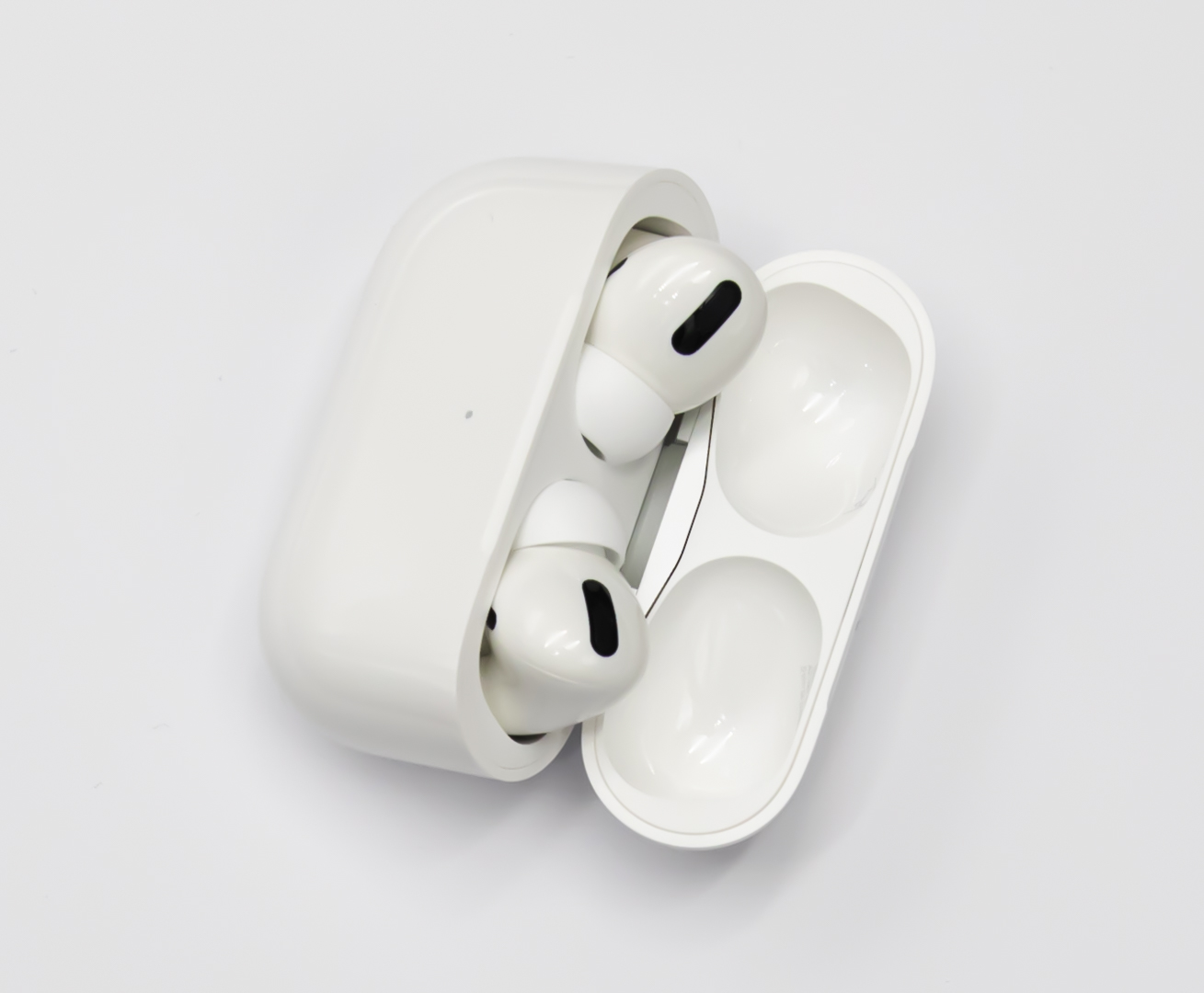
Le AirPods Pro nella custodia di ricarica

Gli AirPods Pro sono auricolari Bluetooth prodotti da Apple. Sono varianti delle AirPods ma queste presentano alcune funzioni esclusive come la cancellazione del rumore e un design rinnovato.

## Storia e funzionamento
Le AirPods Pro sono state presentate il 28 ottobre 2019 e spedite a partire dal 30 ottobre 2019.
Rispetto alle AirPods, le AirPods Pro hanno un design totalmente ridisegnato. In confezione, includono tre paia di cuscinetti in silicone di taglie diverse. Sono inoltre resistenti al sudore e all'acqua.
Sono provviste del chip H1 che permette di gestire la soppressione del rumore e garantire una maggiore durata della batteria.
Presentano tre modalità di ascolto: nessuno, trasparenza e cancellazione del rumore, selezionabili dal centro di controllo su iOS e direttamente dal pulsante presente sulle cuffie.

### Cancellazione attiva del rumore
La funzione di cancellazione del rumore sfrutta i due microfoni presenti sugli auricolari per creare un suono equivalente opposto. In questo modo i rumori di sottofondo vengono cancellati. 

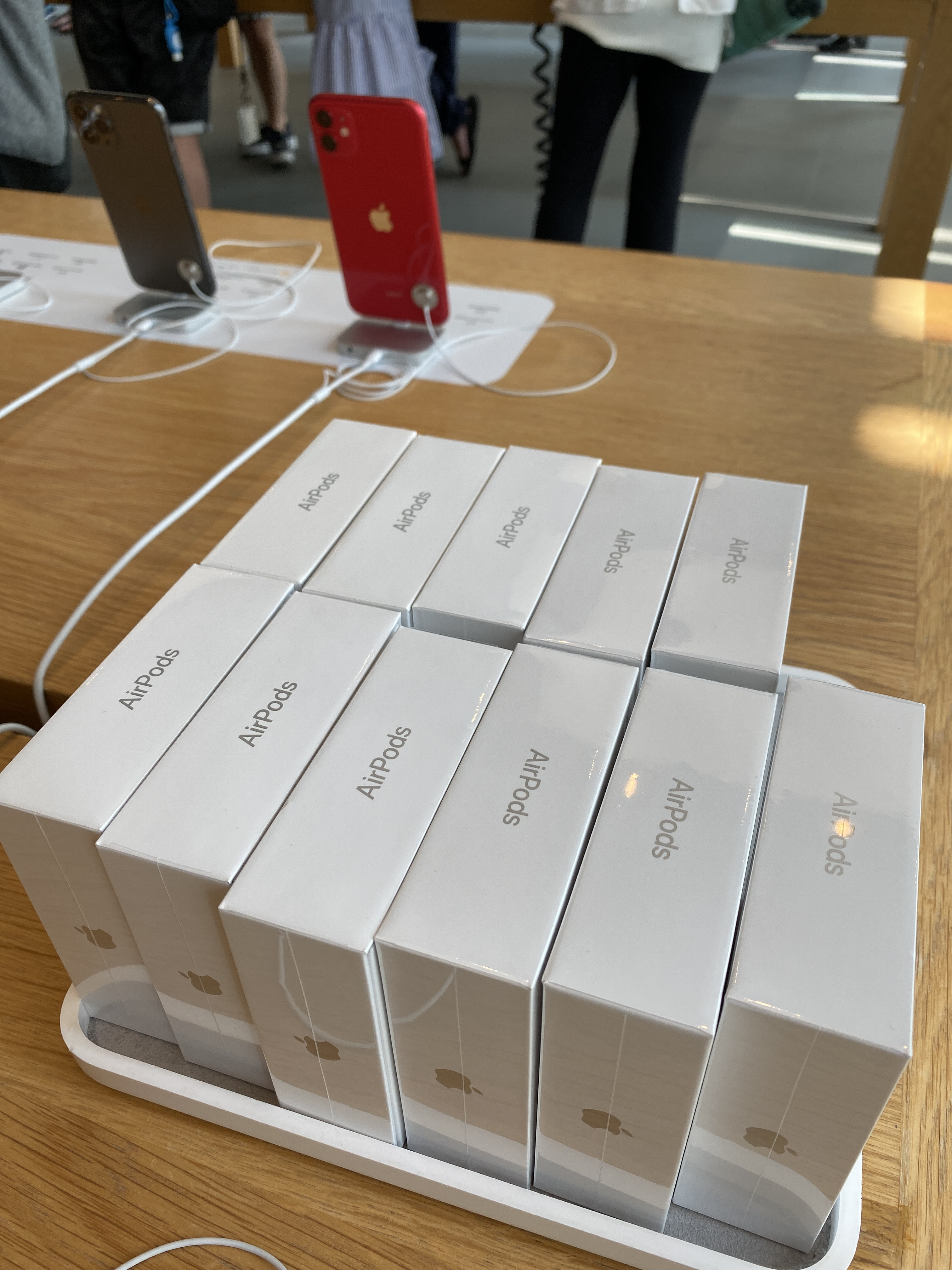
Le AirPods Pro in vendita in un Apple Store

### Modalità trasparenza
La modalità trasparenza offre la possibilità di ascoltare musica o altri contenuti multimediali senza perdere i rumori di sottofondo. Questa funziona attraverso i microfoni presenti sulle cuffie.

## Autonomia
Gli AirPods Pro hanno un'autonomia di 4 ore e mezzo di ascolto ininterrotte. In modalità cancellazione del rumore offrono fino a 4 ore e fino a tre ore e mezzo in chiamata. Attraverso la ricarica con la custodia si ottengono fino a 24 ore di ascolto.

## Compatibilità
Gli AirPods Pro sono compatibili con dispositivi Apple con iOS/iPadOS 13.2 o successivo; watchOS 6.1 o successivo; tvOS 13.2 o successivo e macOS 10.15.1 o successivo.
Sono anche compatibili con tutti i dispositivi non Apple provvisti della funzione Bluetooth.